# Gare de Habsheim
La gare de Habsheim est une gare ferroviaire française, de la ligne de Strasbourg-Ville à Saint-Louis située sur la commune de Habsheim, dans le département du Haut-Rhin en région Grand Est.
Elle est mise en service en 1840 par la Compagnie du chemin de fer de Strasbourg à Bâle. C'est une halte voyageurs de la Société nationale des chemins de fer français (SNCF) du réseau TER Grand Est, desservie par des trains express régionaux.

## Situation ferroviaire
Établie à 241 mètres d'altitude, la gare de Habsheim est située au point kilométrique (PK) 115,211 de la ligne de Strasbourg-Ville à Saint-Louis, entre les gares ouvertes de Rixheim et de Sierentz, s'intercale la gare fermée de Schlierbach.
Elle constituait également l'aboutissement de la ligne d'Ensisheim à Habsheim, ouverte au cours de la Première Guerre mondiale pour des raisons stratégiques, aujourd'hui entièrement déclassée et déposée.

## Histoire
La « station de Habsheim » est mise en service le 25 octobre 1840 par la Compagnie du chemin de fer de Strasbourg à Bâle, lorsqu'elle ouvre à l'exploitation la section de Mulhouse à Saint-Louis. Elle est établie sur le territoire du ban communal de Habsheim, qui compte 1 690 habitants. C'est l'une des vingt stations qui étaient prévues sur le projet d'origine de la ligne et confirmées sur les études définitives

## Fréquentation
De 2015 à 2024, selon les estimations de la SNCF, la fréquentation annuelle de la gare s'élève aux nombres indiqués dans le tableau ci-dessous.
| Année                      | 2015    | 2016    | 2017    | 2018    | 2019    | 2020    | 2021    | 2022    | 2023    | 2024    |
| -------------------------- | ------- | ------- | ------- | ------- | ------- | ------- | ------- | ------- | ------- | ------- |
| Voyageurs                  | 225 468 | 221 431 | 228 017 | 227 801 | 245 909 | 161 472 | 153 811 | 184 145 | 222 700 | 225 132 |
| Voyageurs et non voyageurs | 281 835 | 276 789 | 285 021 | 284 751 | 307 386 | 201 840 | 192 264 | 230 181 | 278 375 | 281 416 |

## Service des voyageurs

### Accueil
Halte SNCF, c'est un point d'arrêt non géré (PANG) à accès libre. Elle est équipée d'un automate pour l'achat de titres de transport, de deux quais avec abris et de panneaux lumineux.

### Desserte
Habsheim est une halte voyageurs SNCF du réseau TER Grand Est desservie par des trains express régionaux de la relation : Mulhouse Ville - Bâle SNCF.

### Intermodalité
Un parc pour les vélos et un parking pour les véhicules y sont aménagés. 